# Miyakojima (Osaka)
Miyakojima (jap. 都島区 Miyakojima-ku) - jedna z 24 dzielnic (区 – ku) w Osace w Japonii.